# Bar Kochba Leipzig
Bar Kochba Leipzig war ein jüdischer Sportverein in Leipzig und in seiner Blütezeit der größte seiner Art im Deutschen Reich und einer der größten in Europa, er bestand von 1919 bis 1939.

## Geschichte
Im Mai 1919 gründeten die aus dem polnischen Lissa stammenden Karl Reinsch und Ernst Pawel (* 1888) mit dem Jüdischen Turnverein Bar Kochba Leipzig den ersten jüdischen Sportverein der Stadt. Vorbild war der 1898 gegründete Jüdische Turn- und Sportverein Bar Kochba Berlin, der erste jüdische Sportverein im Deutschen Reich. Beide Institutionen waren nach Bar Kochba († 135) benannt, Anführer des gleichnamigen Aufstands in Palästina gegen das Römische Reich. Bar Kochba Leipzig gehörte wie alle anderen jüdischen Turn- und Sportvereine in Deutschland von Beginn an dem Dachverband Makkabi Deutschland an, zudem war der Verein Mitglied in weiteren jüdischen Organisationen, z. B. im Deutschen Kreis der Jüdischen Turnerschaft. Die erste Trainingsstätte war die noch heute bestehende Turnhalle des Allgemeinen Turnvereins Leipzig Volkmarsdorf in der Torgauer Straße. Erste Schauturnveranstaltungen fanden in der Kongreßhalle des Leipziger Zoos statt.
Am 20. Mai 1920 ersetzte der Jüdische Turn- und Sportverein Bar Kochba Leipzig den alten Verein. Um für bestimmte Abteilungen Mitglied im Verband Mitteldeutscher Ballspiel-Vereine werden zu können, der Politik und Religion als Ausschlusskriterium hatte, wurde im August des Jahres der Sportklub Bar Kochba Leipzig (SK) gegründet, der innerhalb weniger Monate 300 Mitglieder hatte. Dieser hatte auch ein Vereinslogo, weil er an Wettkämpfen teilnahm und in Sportligen tätig war. Beide Vereine wurden in der Öffentlichkeit als einer wahrgenommen, arbeiteten offiziell parallel mit jeweils größtenteils gleichen Vorständen, aber in Sachen sportlicher Aktivitäten auch zusammen. Bei beiden Aktionen war einer der Mitinitiatoren der  Jurist Ludwig Lehrfreund (1893–1954), der lange Zeit für Bar Kochba leitend tätig war und später Vorsitzender der Maccabi World Union, des Sportvereins Maccabi Tel Aviv und des Israelischen Fußballverbandes werden sollte. 1920 hatte der Verein Abteilungen für Turnen, Tennis und Leichtathletik, kurze Zeit später kamen noch Fußball, Boxen und Schwimmen dazu. Die letztere trainierte im Leipziger Stadtbad und bildete ab 1921 auch Rettungsschwimmer aus. Ab 1923 konnte Bar Kochba täglich die neu erbaute Turnhalle der Höheren Israelitischen Schule in der Gustav-Adolf-Straße (heute Deutsches Zentrum für barrierefreies Lesen) nutzen, die jüngsten Teilnehmenden an den sportlichen Aktivitäten des Vereins waren fünf Jahre alt.

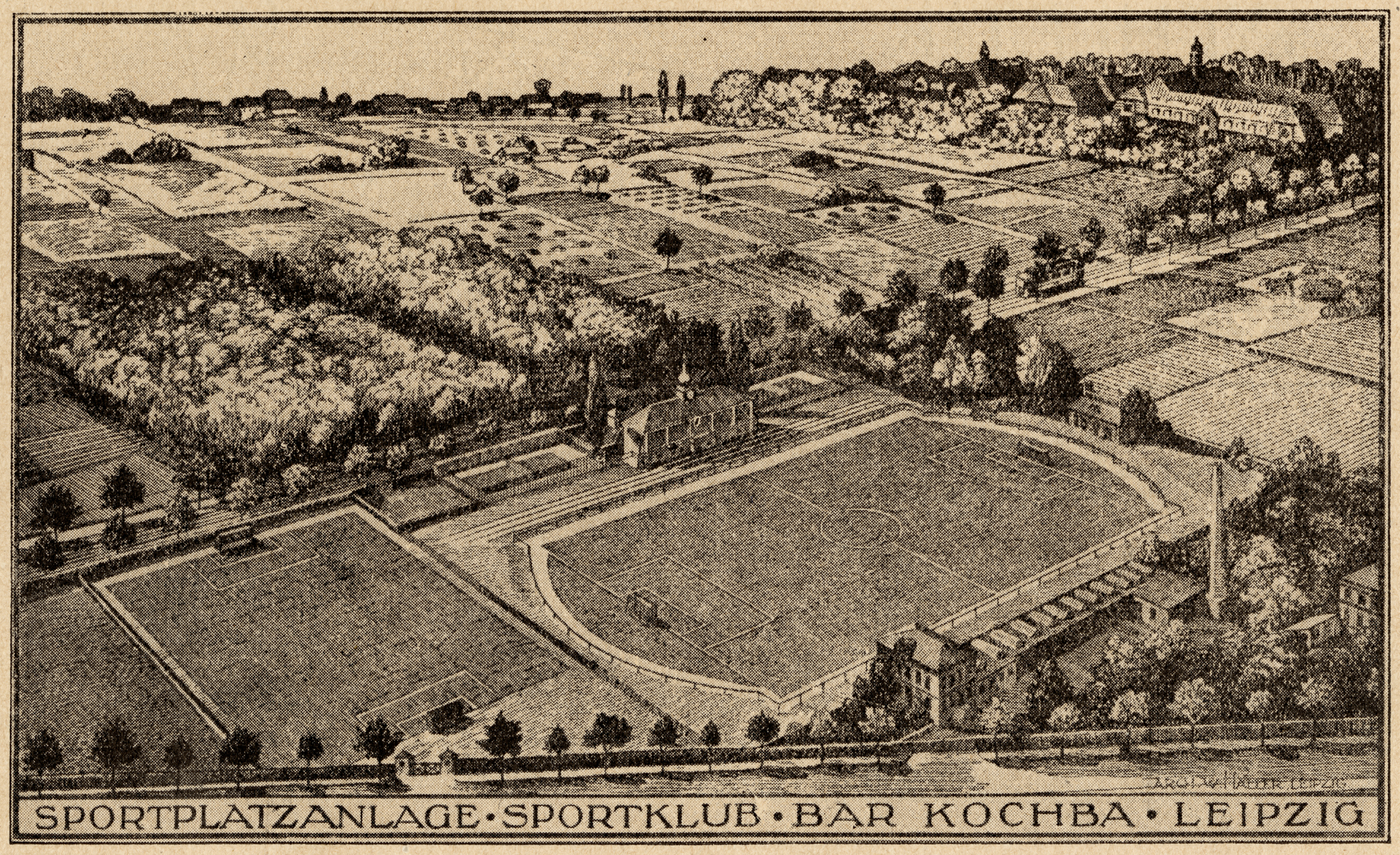
Entwurf des Sportparks für den Sportklub Bar Kochba, verwirklicht mit geänderten Gebäudeanordnungen

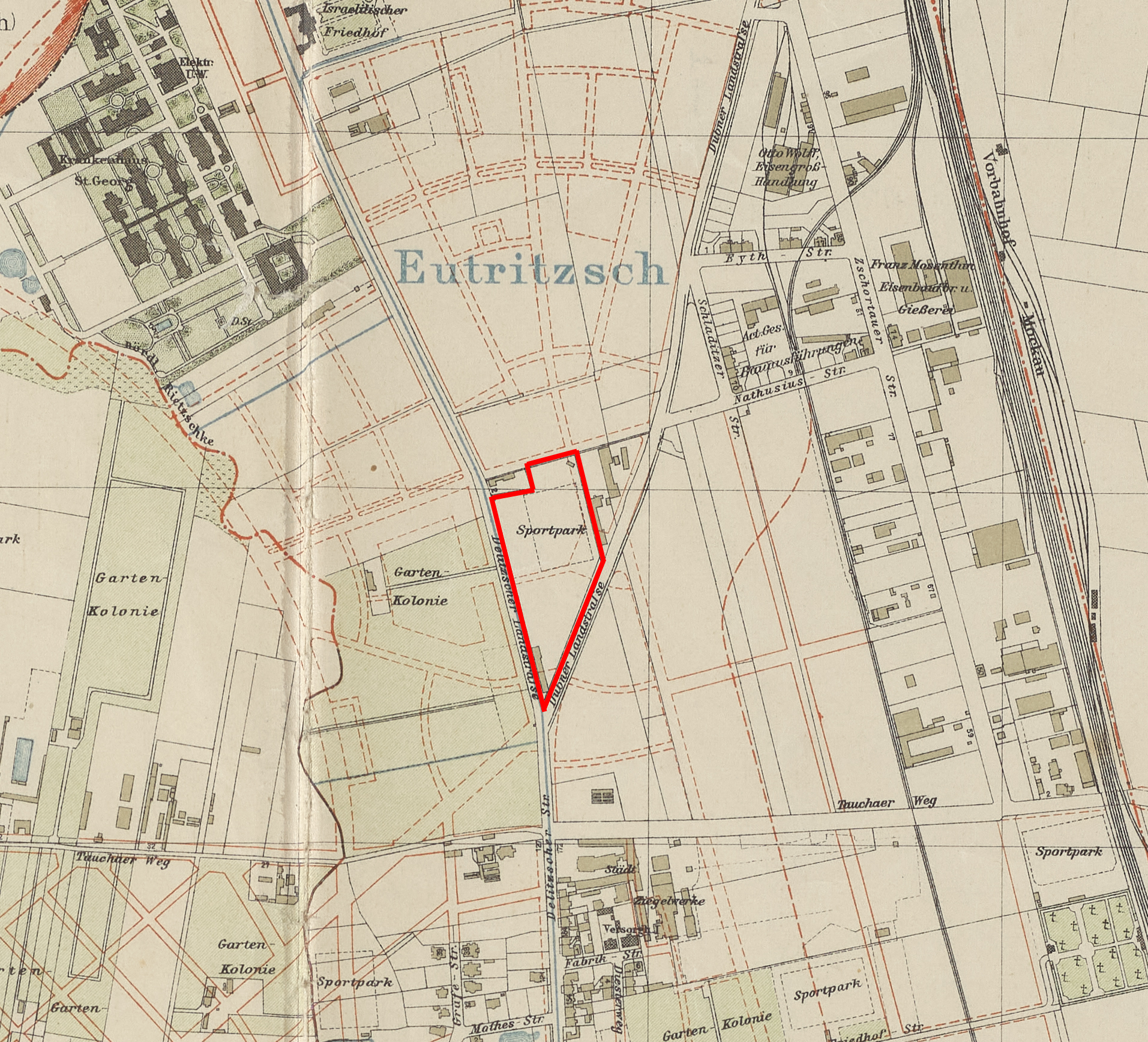
Der Sportpark von Bar Kochba (rot markiert) in einem Stadtplan von Leipzig (Ausschnitt), 1927

Bis auf die Tennis-Abteilung, die bis 1935 am Mückenschlößchen in der Waldstraße auf der ersten öffentlichen Tennisanlage in Leipzig trainierte, nutzte Bar Kochba in den ersten Jahren in den Freiluftmonaten den Sportplatz Leipzig und das Stadion der Spielvereinigung 1899 Leipzig (heute Karl-Enders-Sportpark) für die anderen entsprechenden Abteilungen Fußball und Leichtathletik. Im Februar 1921 erwarb der SK Bar Kochba ein 30.500 Quadratmeter großes Gelände zwischen Delitzscher Straße und Dübener Landstraße, welches am 22. Oktober 1922 in einem Fußballspiel gegen Hakoah Zürich eingeweiht wurde (Endstand 3:2 für den SK Bar Kochba). Die Sportpark genannte Anlage wurde nach Entwürfen des deutsch-jüdischen Reformarchitekten Wilhelm Haller gestaltet, neben einem großen Fußballplatz mit Aschenbahn gab es noch Umkleideräume und später erbaute Tennisplätze. Entgegen dem Entwurf von Haller wurde das dekorative Eingangsgebäude mit Tribünenfunktion nicht errichtet. Auch der Bau eines ursprünglich projektierten und in der Weiheschrift zum Sportpark erwähnten zweiten kleineren Fußballplatzes wurde mit hoher Wahrscheinlichkeit nicht realisiert, auf zeitgenössischen Stadtplänen und einem Luftbild ist nur der große Platz mit einer südlich gelegenen unbefestigten Freifläche zu erkennen. Der Sportklub Bar Kochba und der Jüdische Turn- und Sportverein Bar Kochba nutzten das Areal gemeinsam, ab 1922 wurde im Sportpark auch Feldhandball gespielt. 1924 fusionierten beide Vereine, wobei der Sportklub Bar Kochba auf dem Papier immer noch als Fußballabteilung Bar Kochba Leipzig e.V. bestand. Bereits ein Jahr später kam es wieder zur Trennung beider Vereine, die zu diesem Zeitpunkt zusammen etwa 1.300 Mitglieder hatten.

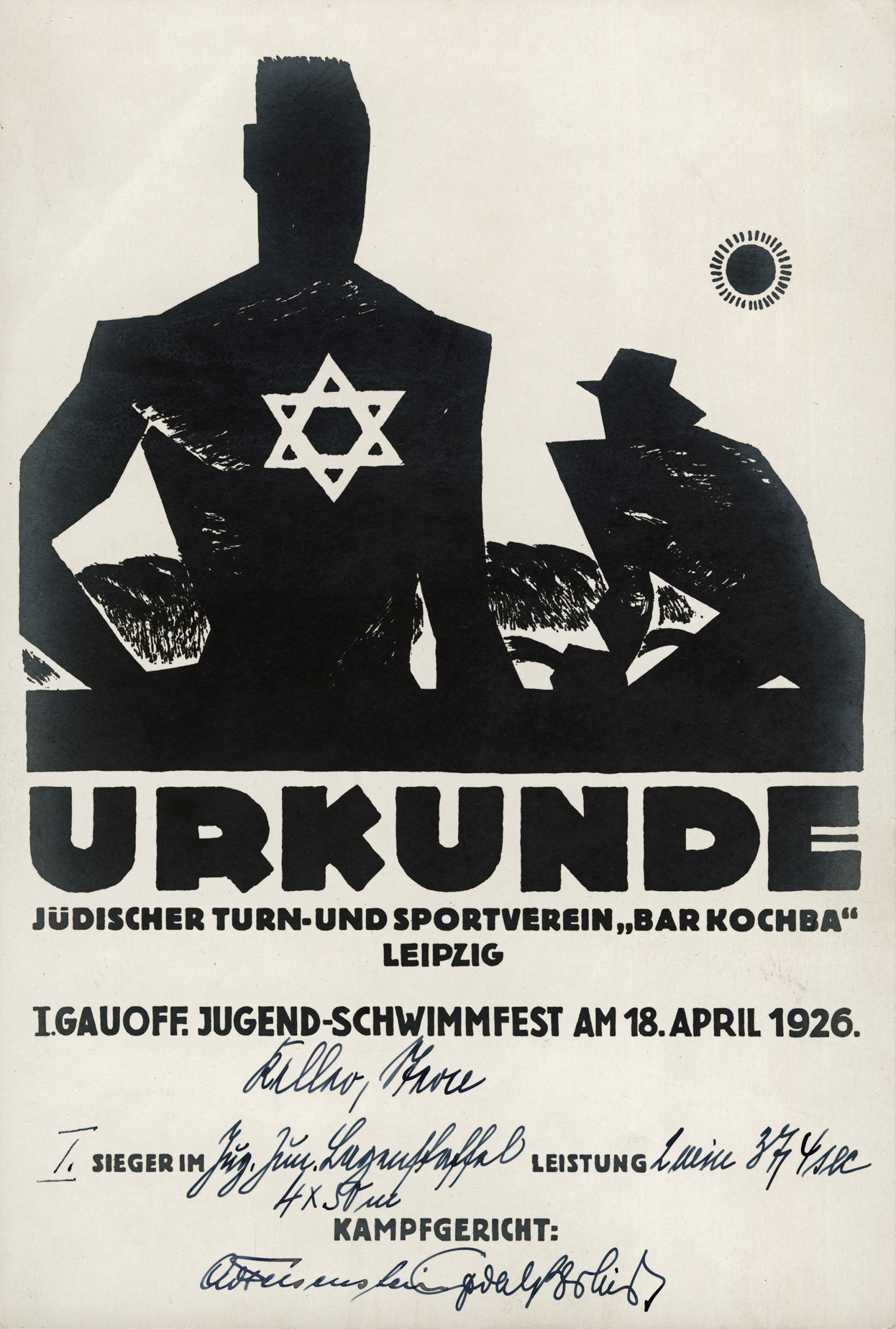
Urkunde für einen Schwimmwettkampf bei Bar Kochba Leipzig, 1926

Ein Coup gelang dem Sportklub Bar Kochba 1925 mit der kurzzeitigen Verpflichtung des damals schon sehr populären ungarisch-jüdischen Fußballtrainers Lajos Bányai (1888–1944), der zuvor schon u. a. den Hamburger SV und die Spielvereinigung Greuther Fürth trainierte und später ab 1928 Újpest Budapest zu nationalen und internationalen Titeln führen sollte. Nach der Abspaltung der Boxabteilung und der 1927 gegründeten Tischtennisabteilung fusionierten schließlich am 18. Dezember 1929 alle Vereine und Abteilungen zum Jüdischen Sportverein Bar Kochba als Dachverein.
1930 wurde im Verein eine Schachabteilung gegründet, Mitglieder waren u. a. Jacques Mieses und Sammi Fajarowicz. Nachdem bereits ab Ende der 1920er Jahre sogenannte Winterfahrten ins Erz- und Riesengebirge angeboten wurden, konnte im November 1932 am erzgebirgischen Keilberg das Makkabi-Skiheim für Aktivitäten im Wintersport eröffnet werden.
Nach der Machtergreifung der Nationalsozialisten hatte der Verein zunehmend unter Repressionen zu leiden. So richtete Makkabi Deutschland im September 1933 die eigenen deutschen Leichtahletik-Meisterschaften in Leipzig und Frankfurt am Main aus. Während in der Mainmetropole die Veranstaltung durchgeführt werden konnte, musste in Leipzig das Sportfest nach einem Großeinsatz der örtlichen Polizei abgebrochen werden. 1934 stand der Sportpark kurz vor dem Zwangsverkauf, weil eine Bank dem Verein einen jahrelang gewährten Kredit kündigte. Nur durch eine große Spendenaktion konnte dies abgewendet werden. Trotz dieser Probleme konnten am 18. August 1935 auf den Plätzen des Sportparks vor fast 3.000 Zuschauern die deutschen Makkabi-Meisterschaften in der Leichtathletik abgehalten werden, da die NS-Führung vor Ausrichtung der Olympischen Sommerspiele 1936 in Deutschland international Zurückhaltung zeigen wollte. Anfang 1936 musste rund um den Sportpark eine blickdichte und massive Mauer errichtet werden. Zu diesem Zeitpunkt hatte Bar Kochba trotzdem seine Rekordmitliederanzahl erreicht, Ende November 1935 waren bei etwa 10.000 in Leipzig lebenden Juden 1.600 Personen Mitglied des Vereins.
Im Zuge der Novemberpogrome 1938 wurde die Geschäftsstelle des Vereins am Brühl 45 komplett zerstört, das Heim des Jüdischen Jugendringes in der Elsterstraße 7 – davor auch kurze Zeit die Geschäftsstelle von Bar Kochba, Vereinsarchiv, Veranstaltungsort und in den letzten Jahren Vereinsheim – geplündert und teilweise zerstört sowie alle Fensterscheiben der Umkleidekabinen im Sportpark zerschlagen. Kurze Zeit später beschlagnahmte die Gestapo den Sportpark, gemäß eines richterlichen Beschlusses der Grundbuchabteilung des Amtsgerichts Leipzig sollte der Verein aber eine nachvollziehbare Summe für einen Verkauf erhalten. Vereinsvorstand und Stadt einigten sich schließlich auf eine Summe von 69.000 Reichsmark, die für Auswanderungszwecke der jüdischen Vereinsmitglieder zu verwenden waren. Im März 1939 wurde das letzte Mal ein neuer Vorstand des Vereins gewählt. Am 26. April 1939 wurde der Sportpark der Gestapo übergeben, damit endete die Geschichte von Bar Kochba Leipzig.

## Abteilungen
- Turnen
- Tennis
- Leichtathletik
- Fußball
- Boxen
- Schwimmen
- Tischtennis
- Schach

## Spielstätten und Veranstaltungsorte (Auswahl)
- Sportplätze und Stadien
  - Sportplatz Leipzig
  - Stadion der Spielvereinigung 1899 Leipzig (heute Karl-Enders-Sportpark)
  - Sportpark von Bar Kochba zwischen Delitzscher Straße und Dübener Landstraße (Hauptspielstätte für die meisten Outdoor-Abteilungen ab 1922)
- Turnhallen
  - ATV Volkmarsdorf in der Torgauer Straße 13
  - Höhere Israelitische Schule
- Tennisplätze
  - Tennisplätze am Möckernschen Schlößchen an der Waldstraße (bis 1935, danach Sportpark)
- Schwimmhallen und Freibäder
  - Stadtbad
  - Carolabad
  - Schreberbad
- Veranstaltungsorte, Turn- und Boxabende
  - Kongreßhalle am Zoo Leipzig
  - Centraltheater
  - Krystallpalast
  - Concordia-Säle in der Gohliser Straße 20
  - Künstlerhaus am Nikischplatz

## Nachgeschichte und Traditionspflege

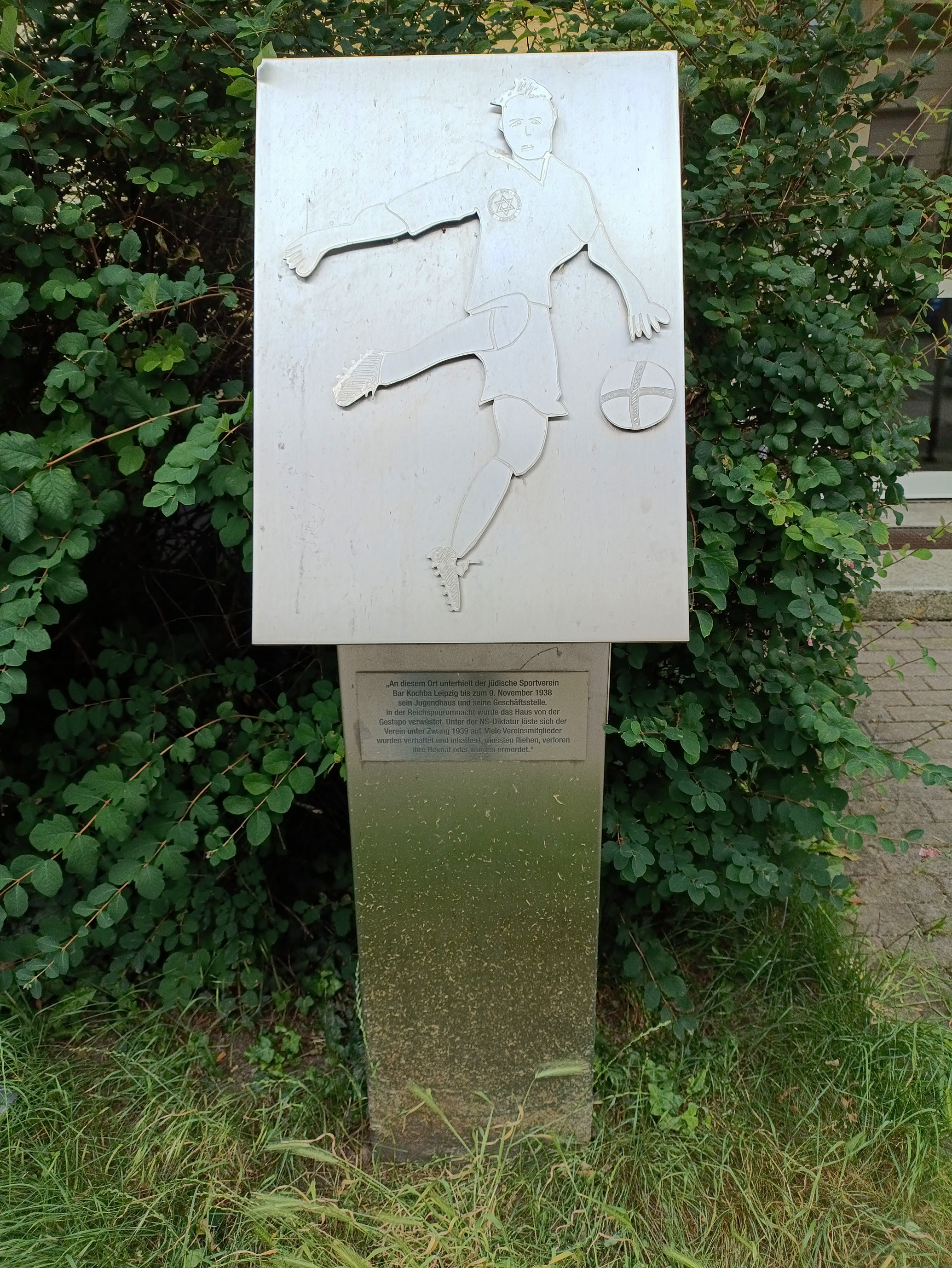
Gedenktafel Bar Kochba Elsterstraße 7

In der kommenden Zeit nach 1939 verfiel der Platz zunehmend, in den letzten Jahren des Zweiten Weltkrieges wurde unter der Trägerschaft der Deutschen Arbeitsfront auf dem Areal unter dem Namen Pappelallee ein internationales Gemeinschaftslager für NS-Zwangsarbeiter betrieben. Die Zwangsarbeiter mussten für die Leipziger Brotfabrik Gebr. Joachim Pätz & Co. und in den Heizkraftwerken Süd und Nord der Stadtwerke Leipzig arbeiten. Nach dem Krieg nutzte die Stadt Leipzig die Bauten bis 1950 noch übergangsweise als Wohnbaracken, bevor sie abgerissen wurden. Von etwa 1955 bis weit in die 1980er Jahre hinein wurde das Gelände wieder als Sportplatz genutzt, in den letzten Jahrzehnten von der Leipziger Betriebssportgemeinschaft BSG Aktivist Nord.
Ab 1990 gab es mehrere Eigentümerwechsel des mittlerweile brach liegenden Geländes. Mauerwerksreste mit Davidstern, Teile der Dammanlagen und die originale Baumbeflanzung des Platzes waren noch erhalten, als 2013 in einer von privaten Vereinen organisierten ersten Veranstaltung auf dem Areal an Bar Kochba erinnert wurde. Nach einem erneuten Eigentümerwechsel wurde das Gelände allerdings 2016 komplett planiert und eingeebnet. Am 21. August 2020 wurde im Rahmen der städtischen Aktion Sportroute Leipzig auf der gegenüberliegenden Dübener Landstraße, Ecke Delitzscher Straße, eine Gedenkstele eingeweiht, die an Bar Kochba Leipzig stellvertretend für alle jüdischen Sportvereine der Stadt Leipzig erinnern soll.
An der Stelle, wo das Haus stand, in dem ab 1931 das Heim des Jüdischen Jugendringes untergebracht war, wurde am 29. Juni 2018 eine vom Erich Zeigner Haus e.V. initiierte Gedenktafel eingeweiht. Im Januar 2024 wurde die von Michael Fischer-Art gestaltete Tafel in der Elsterstraße 7 durch Unbekannte zerstört und nach Spenden wiederhergerichtet.
Der 2005 gegründete Verein SV Makkabi Leipzig stützt sich auf die Traditionen von Bar Kochba Leipzig. In Andenken an Bar Bochba Leipzig findet seit 2015 jährlich in Leipzig das vom Verein Tüpfelhausen – Das Familienportal organisierte Internationale, interkulturelle Fußballbegegnungsfest statt. In Zusammenarbeit mit der BSG Chemie Leipzig spielen dabei u. a. die Spieler des Vereins regelmäßig gegen ehemalige Fußballprofis und Prominente, welche im Gedenken als SK Bar Kochba Leipzig auflaufen. Außerdem finden Spiele Leipziger Fußballmannschaften gegen jüdische Teams aus Europa statt. Vergeben werden bei mehreren Wettbewerben dabei Pokale, deren Namen an ehemalige Fußballspieler des alten Sportklubs erinnern.